# Zoe Pound
Zoe Pound — уличная банда, основанная гаитянскими иммигрантами, базирующаяся в Майами, штат Флорида.
Участники группировки, возникшей в Майами и действовавшей в течение двух десятилетий,  занимались незаконным оборотом наркотиков, грабежами и совершали связанные с этой деятельностью насильственные преступления.
В 2009 году шестеро лидеров группировки были арестованы по обвинению в рэкете и преступном сговоре в Форт-Пирс, штат Флорида, после того, как сотрудники департамента Флориды  убедили нескольких участников банды выступать в качестве свидетелей обвинения.